# نی آن سیتی

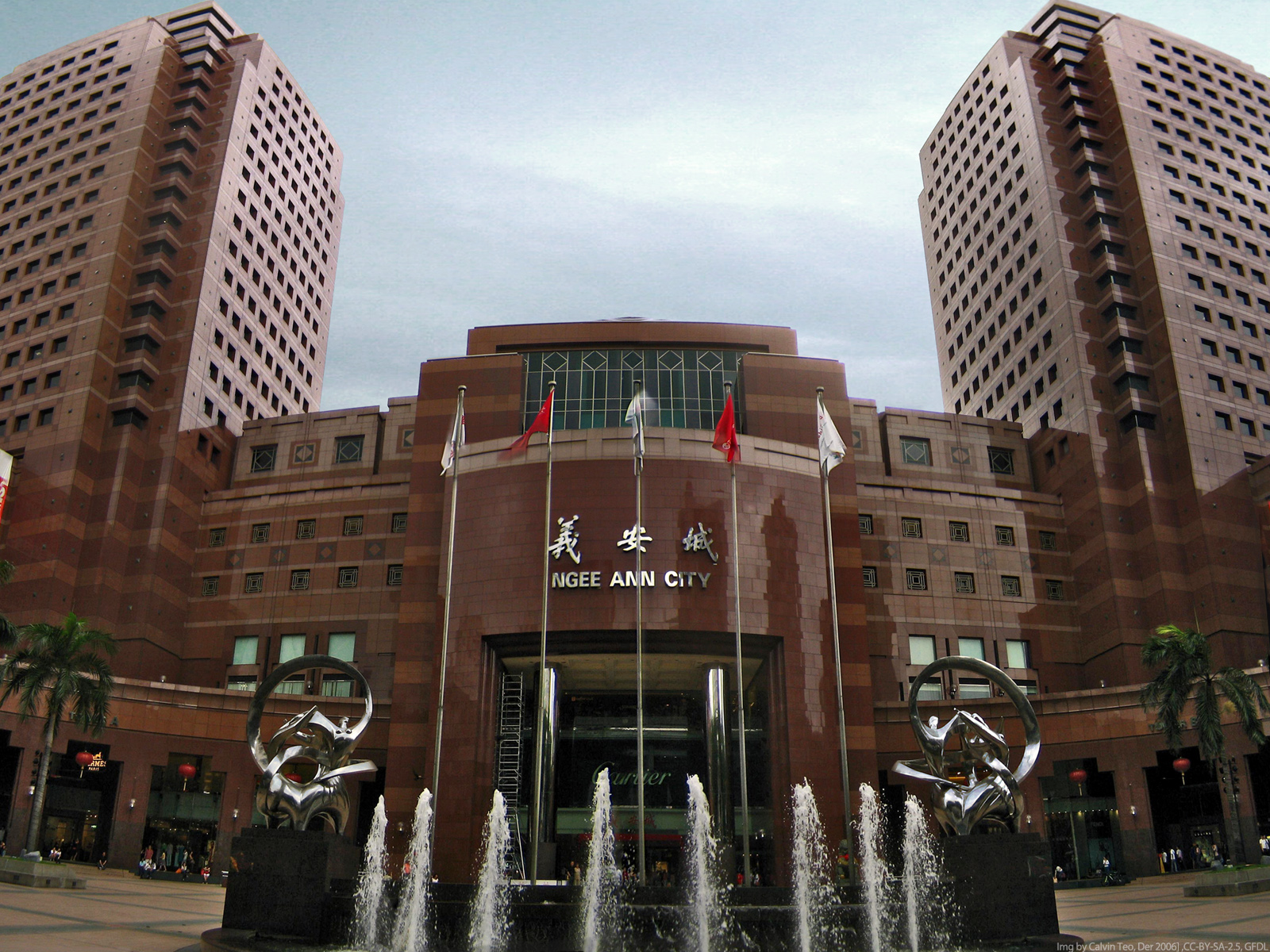

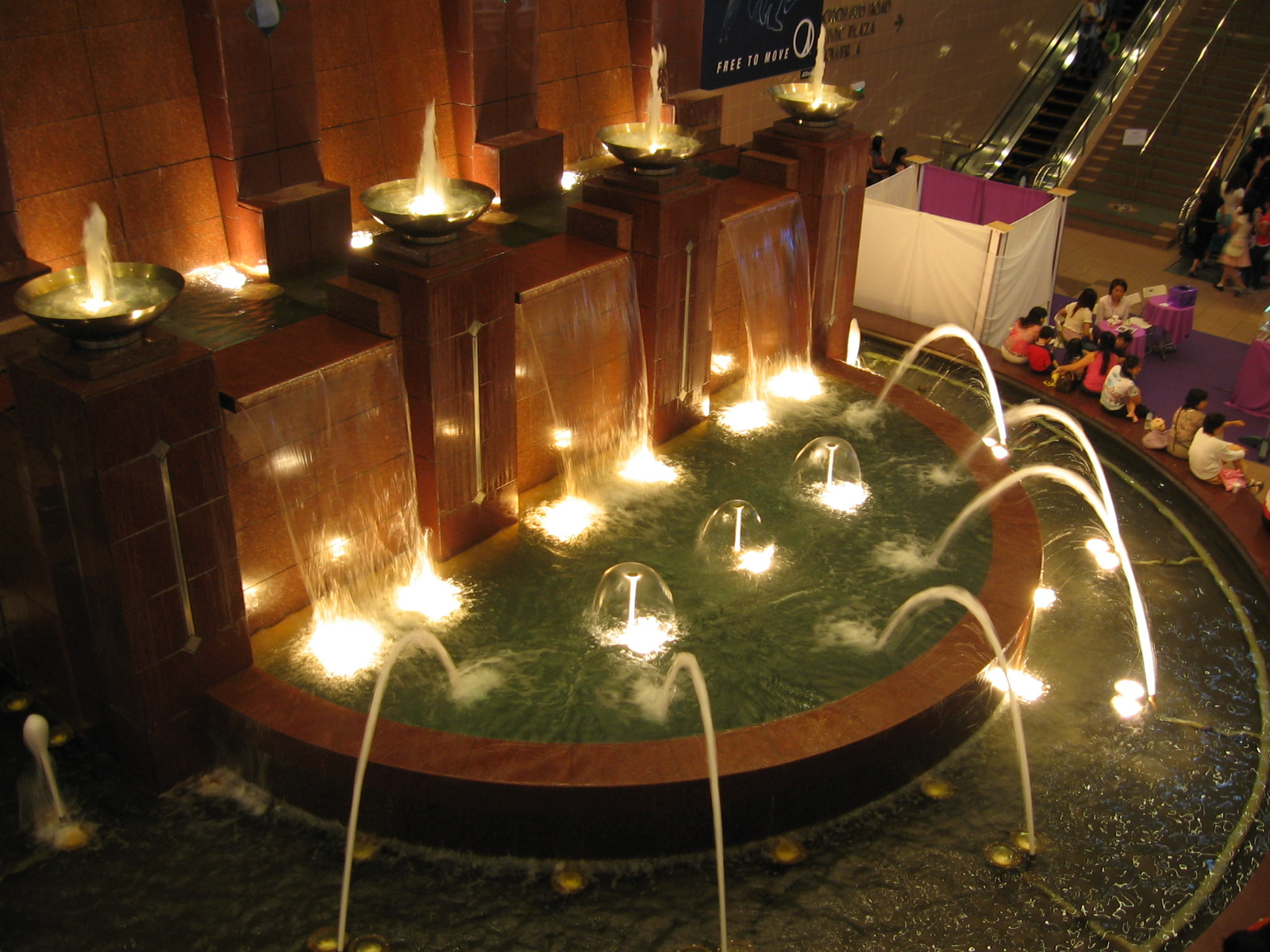

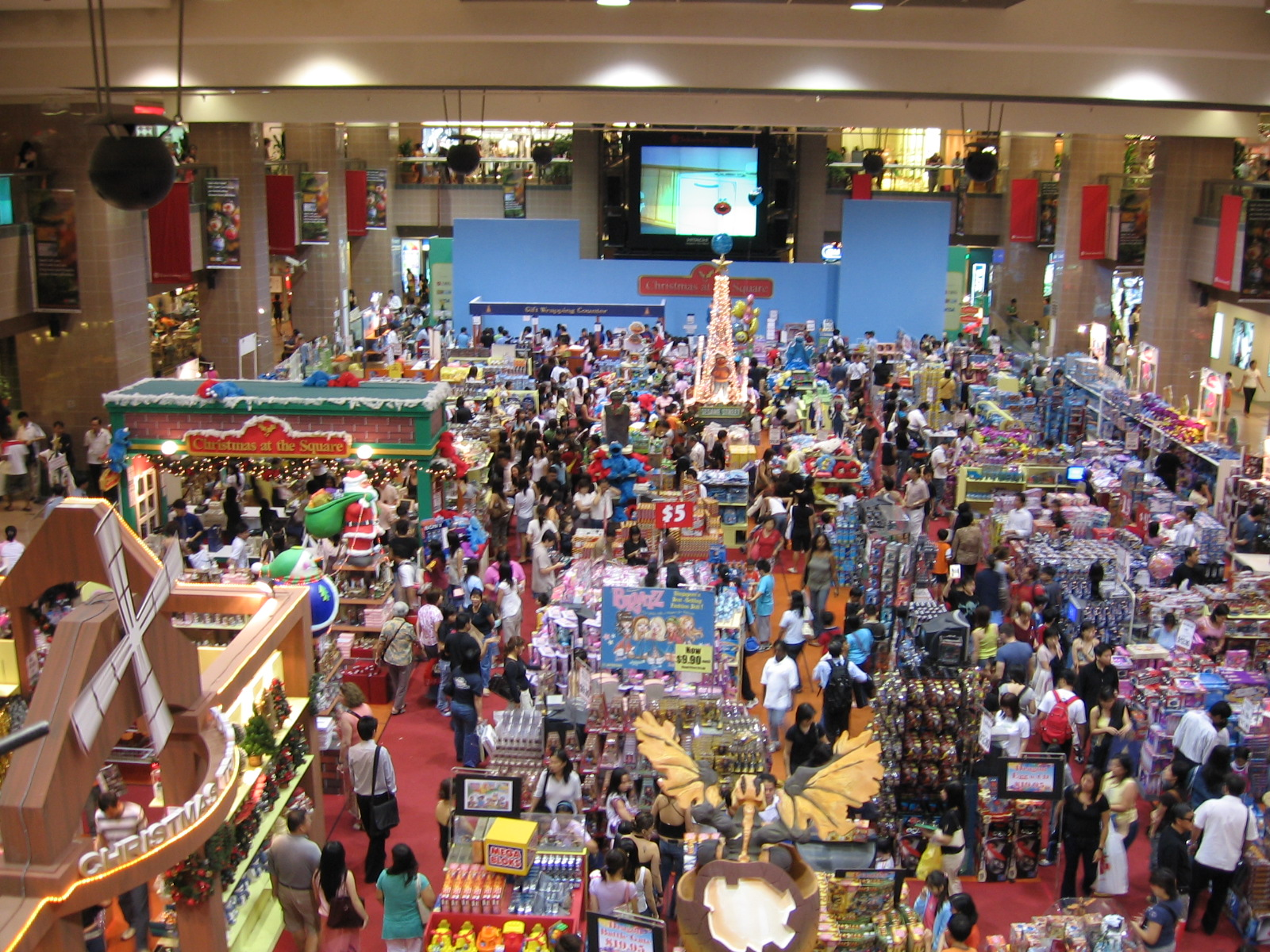

نی آن سیتی (چینی ساده: 义安城; پین‌یین: Yì'ān Chéng) یک مرکز تجاری و خرید در اورچرد رود، سنگاپور است این مرکز در ۱۹۹۳ رسماً توسط نخست وزیر این کشور افتتاح شد. بسیاری از سنگاپوریان آن را به طور غیر رسمی به نام تاکا، مخفف فروشگاه و مستاجر اصلی آن تاکاشیمایا می‌شناسند.